# يوهان شنايدر-آمان
يوهان شنايدر-آمان (من مواليد 18 فبراير 1952) هو رجل أعمال سويسري وسياسي. شنايدر-آمان متزوج، وله طفلان، ويعيش في لانجينثال، سويسرا.

## روابط خارجية
- يوهان شنايدر-آمان على موقع مونزينجر (الألمانية)